# Carmina Riego
Carmina Riego Ramírez (Santiago, 23 de marzo de 1964) es una actriz y gestora cultural chilena.
Se ha destacado por su versatilidad al interpretar diversos papeles carismáticos y populares en telenovelas, ocasionalmente en el género de comedia, destacándose en el papel de Esmeralda Peralta en Amores de Mercado (2001).

## Biografía
Egresó de la Escuela de Actuación y Diseño Teatral de la Universidad de Chile, donde obtuvo el grado de licenciada en artes con mención en actuación teatral en 1993. Realizó un taller de teatro con el dramaturgo Juan Radrigán.
Colaboró con el dramaturgo Ramón Griffero, protagonizando las obras La Gorda (1995), Río abajo (1996) y Almuerzo de mediodía (1999), estrenadas en Teatro Nacional Chileno. Estos montajes han sido reconocidos por la crítica y el público, tanto en Chile como en el extranjero.
Su debut en televisión fue en la telenovela Aquelarre (1999) de Televisión Nacional de Chile. Por su buena evaluación en la telenovela, hizo que fuera contratada para formar parte del personal de actores de la directora María Eugenia Rencoret, en el área dramática de la televisión pública, donde comenzó a destacar por su versatilidad al interpretar papeles carismáticos y populares en telenovelas de género comedia.
Actuó en Santo ladrón (2000), compartiendo créditos Patricia López y Katherine Salosny. Intervino en Amores de mercado (2001), donde compartió créditos con Malucha Pinto y Mariana Loyola, interpretando a las hermanas Peralta. Encarnó a una pícara prostituta del pueblo El Edén (2003) en Pecadores, compartiendo créditos con Luis Gnecco y Alejandra Fosalba. Además, actuó en Purasangre, Destinos cruzados y Versus. Protagonizó la comedia de situaciones Los Galindo (2005), junto con Luis Dubó. Fue convocada por la productora ejecutiva del área de ficción de Canal 13, Verónica Saquel, y actuó en Descarado (2006), Don Amor (2008) y Cuenta conmigo (2009).

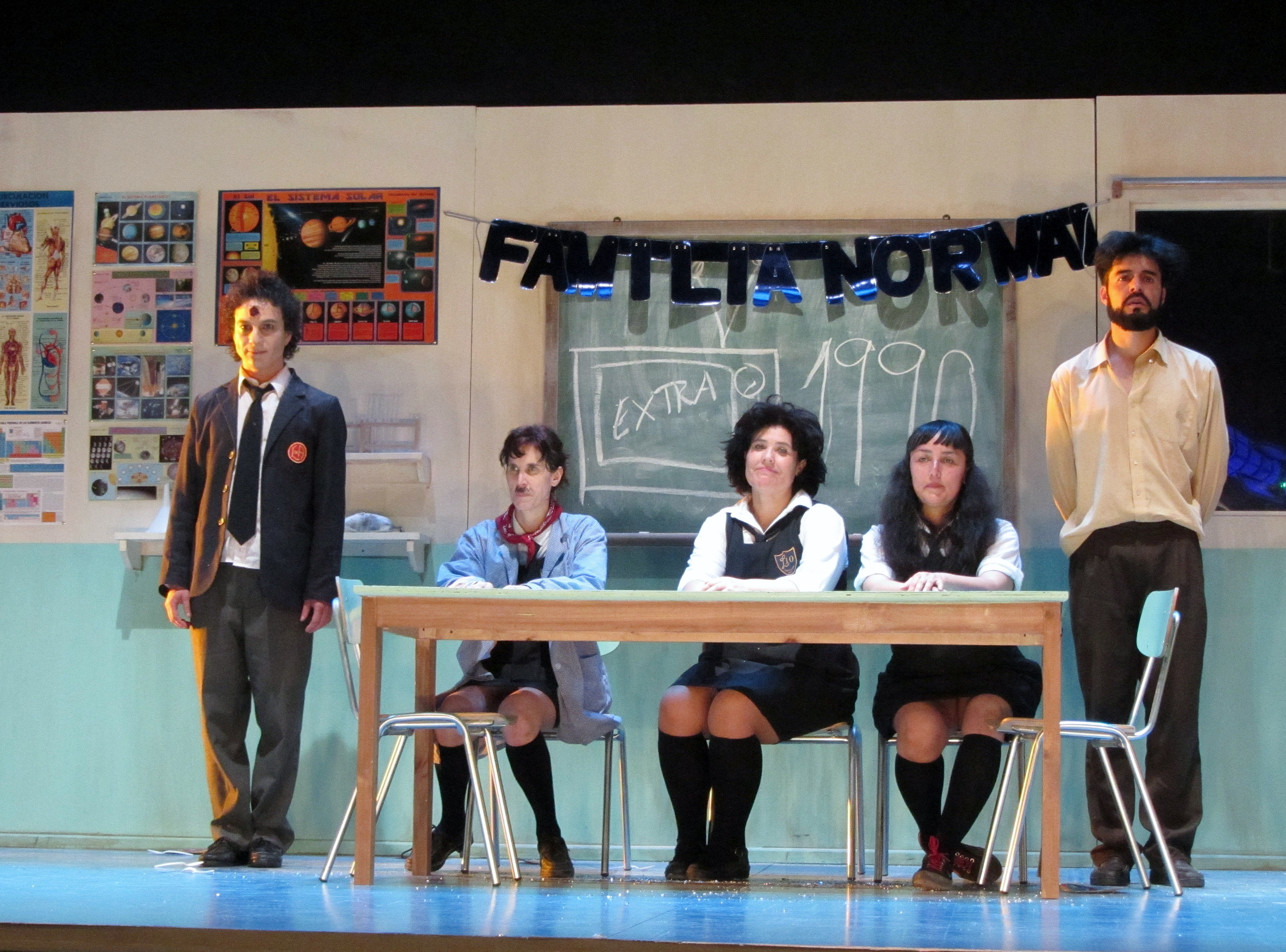
Saludo de los actores al final de pieza Liceo de niñas (Carmina Riego en el centro).

Reapareció en televisión con un pequeño papel en la serie Los archivos del cardenal (2011) de TVN y Solita camino (2012) de Mega. Después fue convocada para La Chúcara, donde interpretó a la madre de la protagonista (interpretada por Antonia Santa María), un papel que la trajo de regreso a las telenovelas tras cinco años de su alejamiento del género. En los últimos años ha participado en Acassuso de Rafael Spregelburd, dirigida por Francisco Albornoz, Medusa de Ximena Carrera , dirigida por Sebastián Vila y El taller de Nona Fernández, dirigida por Marcelo Leonart.

## Filmografía

### Cine
| Películas | Películas                   | Películas              | Películas         |
| Año       | Título                      | Personaje              | Director          |
| --------- | --------------------------- | ---------------------- | ----------------- |
| 1995      | La rubia de Kennedy         |                        | Arnaldo Valsecchi |
| 2001      | La fiebre del loco          | Rita                   | Andrés Wood       |
| 2005      | Las mujeres no van al cielo | Sandra                 | José Valdebenito  |
| 2011      | La lección de pintura       | Dama de llaves         | Pablo Perelman    |
| 2015      | La paradoja de Zenón        | Prima Donna            | Diego Escobar     |
| 2018      | Cola de mono                | Irene Ovando de Olivos | Alberto Fuguet    |

## Televisión
| Año  | Título                  | Papel              | Cadena              |
| ---- | ----------------------- | ------------------ | ------------------- |
| 1991 | Volver a empezar        | Fresia             | Televisión Nacional |
| 1999 | Aquelarre               | Lourdes Villanueva | Televisión Nacional |
| 2000 | Santo ladrón            | Roxana Huaiquil    | Televisión Nacional |
| 2001 | Amores de mercado       | Esmeralda Peralta  | Televisión Nacional |
| 2002 | Purasangre              | Mireya Sánchez     | Televisión Nacional |
| 2003 | Pecadores               | Lucrecia Bustos    | Televisión Nacional |
| 2004 | Destinos cruzados       | Irma González      | Televisión Nacional |
| 2005 | Versus                  | Gladys Miranda     | Televisión Nacional |
| 2006 | Descarado               | Antonieta Durán    | Canal 13            |
| 2008 | Don amor                | Beatriz Salas      | Canal 13            |
| 2009 | Cuenta conmigo          | Nora Solé          | Canal 13            |
| 2015 | La chúcara              | Carmen Cubillos    | Televisión Nacional |
| 2017 | La colombiana           | Edna Barroso       | Televisión Nacional |
| 2019 | Yo soy Lorenzo          | Norma González     | Mega                |
| 2022 | Amar profundo           | Alfonsina Cueto    | Mega                |
| 2023 | Como la vida misma      | Adela Menares      | Mega                |
| 2024 | Nuevo amores de mercado | Mónica Peralta     | Mega                |

| Año       | Título                       | Papel                 | Cadena              |
| --------- | ---------------------------- | --------------------- | ------------------- |
| 2005-2007 | Los Galindo                  | Rosa Galindo          | Televisión Nacional |
| 2006      | Tiempo final: En tiempo real | María Eugenia "Quena" | Televisión Nacional |
| 2011-2014 | Los archivos del cardenal    | Norma Allende         | Televisión Nacional |

## Teatro
- La Gorda de Ramón Griffero.
- Río abajo de Ramón Griffero, estrenada en Teatro Nacional Chileno, 1995.
- Almuerzo de mediodía de Ramón Griffero, 1999.
- Bukowski, 2000.
- Petrópolis, 2002.
- Santiago High Tech de Cristián Soto, 2002.
- La Habana - Madrid de Julio Cid, dir.: Maritza Rodríguez, estrenada en Teatro San Ginés, 2002.
- Las horas previas, 2004
- Acassuso de Rafael Spregelburd, dir.: Francisco Álvarez.
- Medusa de Ximena Carrera, dir.: Sebastián Vila
- El Taller de Nona Fernández, dir.: Marcelo Leonart.[7]
- La mujer que estafó al Viejo Pascuero de Carla Zúñiga, dir.: Daniela Aguayo, entrenada en Centro GAM, 2013.
- Lucía, Centro GAM, 2015.
- 99 La Morgue de Ramón Griffero, 2016
- Liceo de niñas, Centro GAM, 2016.
- Parecido a la felicidad, 2016.
- Piel de oveja, 2018
- Greta, 2019
- Infierno, 2019
- Space Invaders, 2022